# João Almeida
João Pedro Gonçalves Almeida (Caldas da Rainha, 5 agosto 1998) è un ciclista su strada e pistard portoghese, che corre per l'UAE Team Emirates XRG.
Professionista dal 2019, ha caratteristiche di passista-scalatore e possiede buone doti da cronoman. In carriera ha conquistato il Giro di Polonia (nel 2021), il Giro dei Paesi Baschi (nel 2025), il Giro di Romandia (nel 2025) ed il  Giro di Svizzera (nel 2025). Come miglior risultato nei Grandi Giri si è classificato terzo nel Giro d'Italia 2023, vincendo in quella occasione anche una tappa e la classifica dei giovani, mentre durante il Giro d'Italia 2020 ha vestito la maglia rosa per quindici tappe.

## Carriera

### 2015-2019: gli esordi e i primi anni nel professionismo
Nella categoria Juniores Almeida è campione nazionale in linea e a cronometro su strada nel 2016, e nazionale portoghese nelle prove di categoria ai Mondiali e agli Europei sia nel 2015 che nel 2016; ottiene anche due titoli nazionali su pista.
Nel 2017 debutta come Under-23/Elite con la formazione Continental italo-bulgara Unieuro Trevigiani-Hemus 1896; in stagione vince una tappa al Tour of Mersin in Turchia, una alla Toscana-Terra di Ciclismo Eroica e una tappa e la classifica dei giovani al Tour of Ukraine, correndo anche il Giro d'Italia Under-23. A fine stagione passa alla Hagens Berman Axeon, squadra Professional statunitense diretta da Axel Merckx, con cui nel 2018 vince la Liegi-Bastogne-Liegi Under-23 e coglie il secondo posto assoluto (oltre a conquistare la classifica dei giovani) al Giro d'Italia Under-23 vinto da Aleksandr Vlasov; nello stesso anno è anche settimo, con la maglia della Nazionale portoghese, al Tour de l'Avenir vinto da Tadej Pogačar. In maglia Hagens Berman nel 2019 è quindi campione nazionale Under-23 in linea e a cronometro, e quarto e miglior giovane al Tour of Utah.

### 2020-2021: il biennio in Deceuninck e i piazzamenti al Giro d'Italia

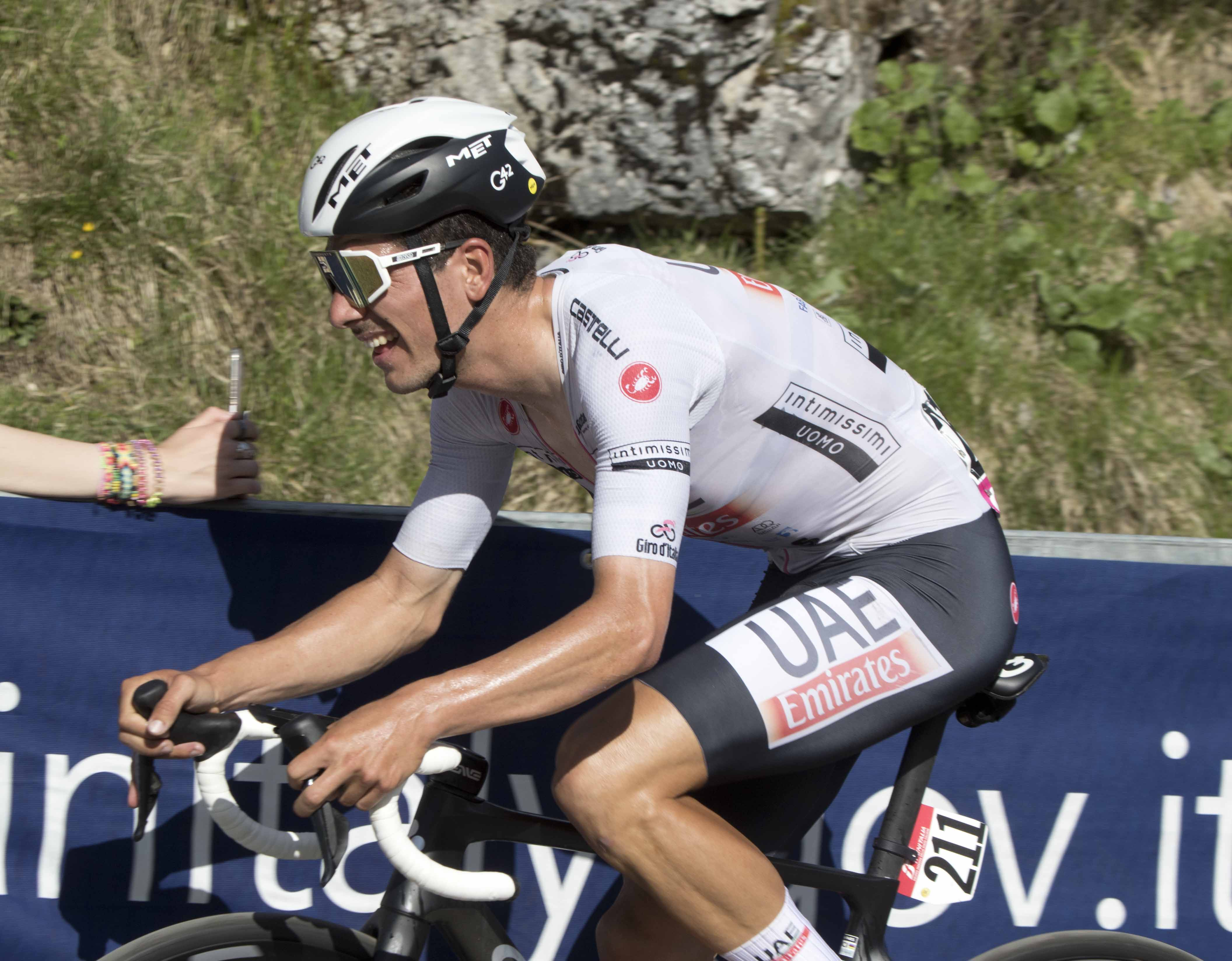
Almeida in azione con la maglia bianca durante una tappa del Giro d'Italia 2023.

Nel 2020 debutta con la maglia del WorldTeam belga Deceuninck-Quick Step. In una stagione segnata dalla pandemia di COVID-19, tra i mesi di luglio e settembre ottiene diversi buoni risultati, come il terzo posto nella Vuelta a Burgos, il settimo (miglior giovane) al Tour de l'Ain, il secondo al Giro dell'Emilia (preceduto dal solo Vlasov) e il terzo alla Settimana Internazionale di Coppi e Bartali. Al seguente Giro d'Italia, corso eccezionalmente in ottobre, si piazza secondo nella cronometro d'apertura a Palermo e ottiene la maglia rosa dalla terza tappa, succedendo a Filippo Ganna: resta in testa alla classifica generale sino alla tappa regina della corsa, la diciottesima, da Pinzolo ai Laghi di Cancano con la scalata alla Cima Coppi del Passo dello Stelvio, nella quale perde diverso tempo chiudendo settimo di giornata, a 4'51" dall'australiano Jai Hindley. Il risultato lo fa retrocedere al quinto posto in classifica generale, e la maglia rosa passa all'olandese Wilco Kelderman. Nella cronometro conclusiva di Milano, che conclude al quarto posto, Almeida recupera secondi preziosi, tali da permettergli di scavalcare Pello Bilbao in generale e concludere al debutto la "Corsa rosa" in quarta posizione.
Ancora in maglia Deceuninck anche nel 2021, coglie piazzamenti nelle gare primaverili: terzo all'UAE Tour, sesto alla Tirreno-Adriatico, e settimo e miglior giovane al Giro di Catalogna. In maggio al Giro d'Italia è quindi spesso tra i migliori, con alcune Top 5 di tappa, tra cui i due secondi posti nelle tappe alpine di Sega di Ala e dell'Alpe di Mera nell'ultima settimana, e riesce a concludere sesto in classifica generale. Nella seconda parte di stagione ottiene quindi sei vittorie: il titolo nazionale a cronometro in giugno, due tappe e la classifica generale (oltre alla classifica a punti) del Giro di Polonia in agosto, e una tappa e la classifica generale del Giro del Lussemburgo in settembre; ai trionfi aggiunge anche il secondo posto al Giro dell'Emilia, il terzo alla Milano-Torino e la partecipazione ai Giochi olimpici di Tokyo e alle prove Elite agli Europei di Trento e ai Mondiali nelle Fiandre.

### 2022-2023: il passaggio all'UAE Team Emirates, ed il primo podio al Giro d'Italia
Passato nel 2022 all'UAE Team Emirates nel maggio successivo, quando si trovava al 4º posto, nella classifica generale del Giro d'Italia 2022 con la maglia bianca sulle spalle, viene costretto, ad abbandonare la corsa rosa, prima della partenza della 18ª tappa, a causa della positività riscontrata al COVID-19. Nell'agosto successivo, partecipa per la prima volta alla Vuelta a España, piazzandosi al quinto posto finale. L'anno successivo ritorna al Giro, ancora da protagonista, conquistando il 23 maggio seguente, la 16ª frazione, la Sabbio Chiese-Monte Bondone, ed il terzo posto finale, in classifica, al Giro d'Italia 2023, vincendo anche la classifica della maglia bianca. Con la conquista del podio alla corsa rosa, diventa il secondo ciclista portoghese, a salire sul podio in un Grande Giro, dopo il secondo posto alla Vuelta a España 1974 e i due terzi posti consecutivi nei Tour de France, 1978 e 1979 del connazionale Joaquim Agostinho.

## Palmarès

### Strada
- 2016 (Juniores)

Campionati portoghesi, Prova a cronometro Juniores
Campionati portoghesi, Prova in linea Juniores
- 2017 (Unieuro Trevigiani-Hemus 1896)

3ª tappa Tour of Mersin (Tarso > Tarso)
2ª tappa Toscana-Terra di Ciclismo Eroica (Foiano della Chiana > Buonconvento)
2ª tappa Tour of Ukraine (Kiev > Kiev)
- 2018 (Hagens Berman Axeon, una vittoria)

Liegi-Bastogne-Liegi Under-23
- 2019 (Hagens Berman Axeon, due vittorie)

Campionati portoghesi, Prova a cronometro Under-23
Campionati portoghesi, Prova in linea Under-23
- 2021 (Deceuninck-Quick Step, sei vittorie)

Campionati portoghesi, Prova a cronometro
2ª tappa Giro di Polonia (Zamość > Przemyśl)
4ª tappa Giro di Polonia (Tarnów > Bukowina Tatrzańska)
Classifica generale Giro di Polonia
1ª tappa Giro del Lussemburgo (Lussemburgo > Lussemburgo)
Classifica generale Giro del Lussemburgo
- 2022 (UAE Team Emirates, tre vittorie)

4ª tappa Volta Ciclista a Catalunya (La Seu d'Urgell > Boí Taüll)
5ª tappa Vuelta a Burgos (Lerma > Lagunas de Neila)
Campionati portoghesi, Prova in linea
- 2023 (UAE Team Emirates, due vittorie)

16ª tappa Giro d'Italia (Sabbio Chiese > Monte Bondone)
Campionati portoghesi, Prova a cronometro
- 2024 (UAE Team Emirates, due vittorie)

6ª tappa Giro di Svizzera (Ulrichen > Blatten-Belalp)
8ª tappa Giro di Svizzera (Aigle > Villars-sur-Ollon, cronometro)
- 2025 (UAE Team Emirates XRG, nove vittorie)

4ª tappa Parigi-Nizza (Vichy > La Loge des Gardes)
4ª tappa Giro dei Paesi Baschi (Beasain > Markina-Xemein)
6ª tappa Giro dei Paesi Baschi (Eibar > Eibar)
Classifica generale Giro dei Paesi Baschi
Classifica generale Giro di Romandia
4ª tappa Giro di Svizzera (Heiden > Piuro)
7ª tappa Giro di Svizzera (Neuhausen am Rheinfall > Emmetten)
8ª tappa Giro di Svizzera (Beckenried > Stockhütte, cronometro)
Classifica generale Giro di Svizzera

#### Altri successi
- 2014 (Juniores)

Circuito de Vila Chã de Ourique
- 2017 (Unieuro Trevigiani-Hemus 1896)

Classifica giovani Tour of Ukraine
- 2018 (Hagens Berman Axeon)

Classifica giovani Ronde de l'Isard d'Ariège
Classifica giovani Giro d'Italia Under-23
- 2019 (Hagens Berman Axeon)

Classifica giovani Tour of Utah
- 2020 (Deceuninck-Quick Step)

Classifica giovani Tour de l'Ain
1ª tappa, 2ª semitappa Settimana Internazionale di Coppi e Bartali (Gatteo a Mare > Gatteo, cronosquadre)
- 2021 (Deceuninck-Quick Step)

Classifica giovani Volta Ciclista a Catalunya
Classifica a punti Giro di Polonia
Classifica a punti Giro del Lussemburgo
Classifica giovani Giro del Lussemburgo
- 2022 (UAE Team Emirates)

Classifica giovani Parigi-Nizza
- 2023 (UAE Team Emirates)

Classifica giovani Tirreno-Adriatico
Classifica giovani Giro d'Italia
- 2024 (UAE Team Emirates)

3ª tappa Parigi-Nizza (Auxerre > Auxerre, cronosquadre)
- 2025 (UAE Team Emirates XRG)

Classifica a punti Giro dei Paesi Baschi
Classifica a punti Giro di Svizzera

### Pista
- 2014 (Juniores)

Campionati portoghesi, Corsa a punti Junior
- 2015 (Juniores)

Campionati portoghesi, Inseguimento individuale Junior
- 2018

Campionati portoghesi, Scratch

## Piazzamenti

### Grandi Giri
- Giro d'Italia

2020: 4º
2021: 6º
2022: non partito (18ª tappa)
2023: 3º
- Tour de France

2024: 4º
2025: ritirato (9ª tappa)
- Vuelta a España

2022: 5º
2023: 9º
2024: non partito (9ª tappa)

### Classiche monumento
- Liegi-Bastogne-Liegi

2021: 65º
2024: 29º
- Giro di Lombardia

2020: ritirato
2021: 40º
2022: ritirato

### Competizioni mondiali
- Campionati del mondo

Richmond 2015 - In linea Junior: 107º
Doha 2016 - Cronometro Junior: 26º
Doha 2016 - In linea Junior: 55º
Innsbruck 2018 - Cronometro Under-23: 30º
Innsbruck 2018 - In linea Under-23: 78º
Yorkshire 2019 - Cronometro Under-23: 28º
Yorkshire 2019 - In linea Under-23: 76º
Fiandre 2021 - In linea Elite: 47º
Wollongong 2022 - Cronometro Elite: non partito
Wollongong 2022 - In linea Elite: 60º
Glasgow 2023 - In linea Elite: ritirato
Glasgow 2023 - Cronometro Elite: 23º
- Giochi olimpici

Tokyo 2020 - In linea: 13º
Tokyo 2020 - Cronometro: 16º

### Competizioni continentali
- Campionati europei

Tartu 2015 - Cronometro Junior: 38º
Tartu 2015 - In linea Junior: 57º
Plumelec 2016 - Cronometro Junior: 18º
Plumelec 2016 - In linea Junior: 83º
Herning 2017 - In linea Under-23: 65º
Zlín 2018 - Cronometro Under-23: 10º
Zlín 2018 - In linea Under-23: 36º
Trento 2021 - Cronometro Elite: 10º
Trento 2021 - In linea Elite: 14º